# مجتبی رمضانی
مجتبی رمضانی (زادهٔ ۲۱ آذر ۱۳۶۸) یک بازیکن فوتبال اهل ایران است.
از باشگاه‌هایی که در آن بازی کرده‌است می‌توان به  نساجی مازندران و باشگاه فوتبال سایپا تهران اشاره کرد.